# Musduif
De musduif (Columbina passerina) is een vogel uit de familie Columbidae (duiven).

## Verspreiding en leefgebied
Deze soort komt voor van de zuidelijke Verenigde Staten tot zuidoostelijk Brazilië en telt achttien ondersoorten:
- C. p. passerina: zuidoostelijke Verenigde Staten.
- C. p. pallescens: van de zuidwestelijke Verenigde Staten tot Guatemala en Belize.
- C. p. socorroensis: Socorro (nabij westelijk Mexico).
- C. p. neglecta: van Honduras tot Panama.
- C. p. bahamensis: de Bahama's en Bermuda.
- C. p. exigua: Great Inagua (zuidelijke Bahama's) en Mona (Puerto Rico).
- C. p. insularis: Cuba, Hispaniola en de Kaaimaneilanden.
- C. p. jamaicensis: Jamaica.
- C. p. navassae: Navassa (nabij zuidwestelijk Hispaniola).
- C. p. portoricensis: Puerto Rico (uitgezonderd Mona), de Maagdeneilanden (uitgezonderd Saint Croix).
- C. p. nigrirostris: Saint Croix en de noordelijke Kleine Antillen.
- C. p. trochila: Martinique (Kleine Antillen).
- C. p. antillarum: zuidelijke Kleine Antillen.
- C. p. albivitta: noordelijk Colombia, noordelijk Venezuela, de Nederlandse Antillen en Trinidad.
- C. p. parvula: centraal Colombia.
- C. p. nana: westelijk Colombia.
- C. p. guitensis: centraal Ecuador.
- C. p. griseola: van zuidelijk Venezuela tot de Guiana's en oostelijk Brazilië.

## Status
De grootte van de populatie is in 2017 geschat op 11 miljoen volwassen vogels. Op de Rode lijst van de IUCN heeft deze soort de status niet bedreigd.

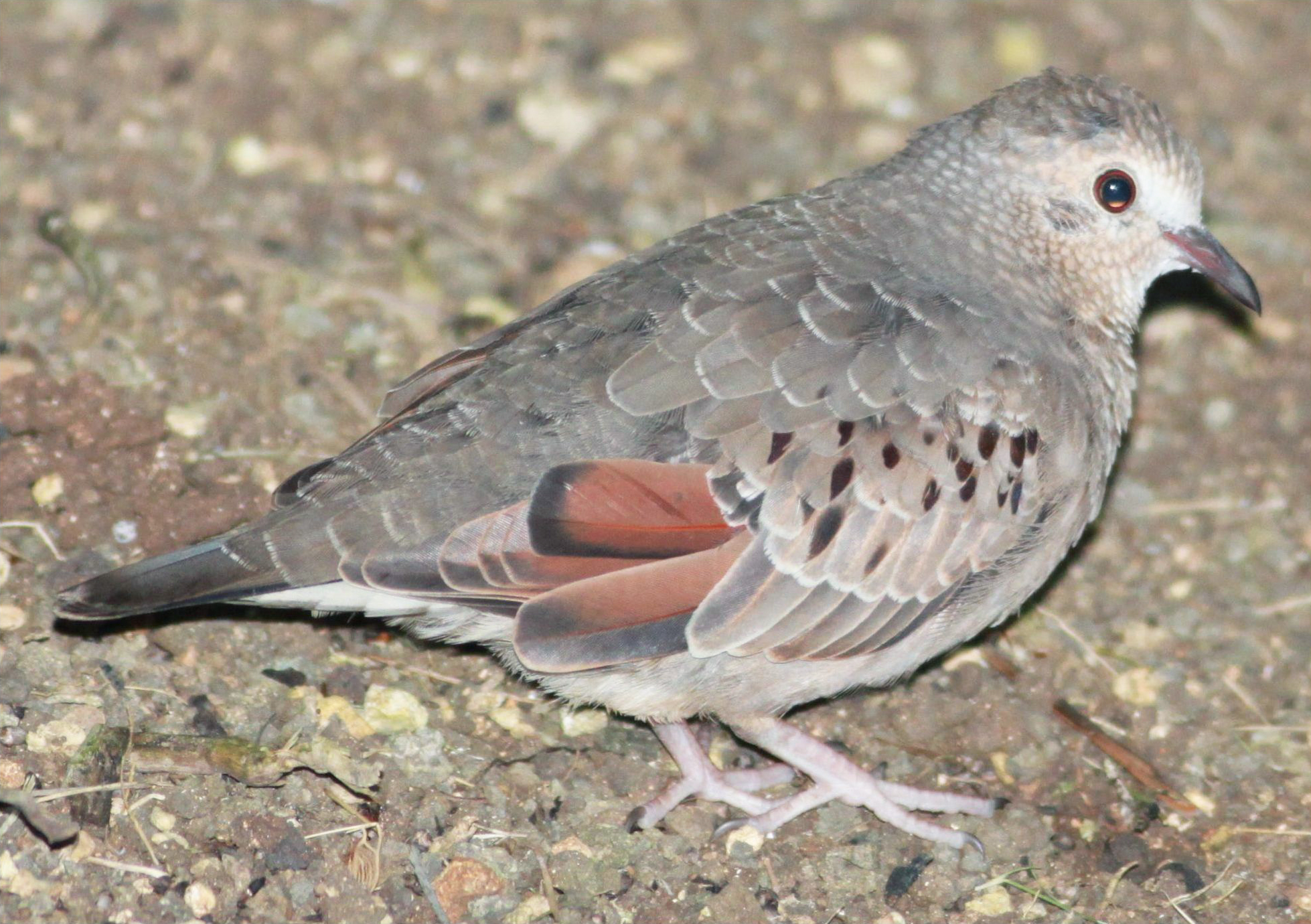